# 尹用求
尹用求（：／ Yun Yong-gu，1853年—1939年），字周宾，号石村、海观、睡干、獐位山人，本贯海平尹氏，朝鲜王朝的外戚、文臣、作家、書畫家。
生於漢城府，是尹斗壽的11代孫。以荫叙出仕，任直长。1871年（高宗8）文科及第，歷任吏曹參判、承政院都承旨、禮曹判書、吏曹判書等官。1895年乙未事变以后，先後被任命為法部大臣、度支部大臣、內務部大臣等官，但均未就任。后退隱到汉城府獐位山，自號“獐位山人”。韩日合邦后，朝鲜总督府封他為男爵，但被他拒绝。

## 彫刻作品
- 文簡公韓章錫神道碑
- 宣城君茂生李公神道碑

## 畵作

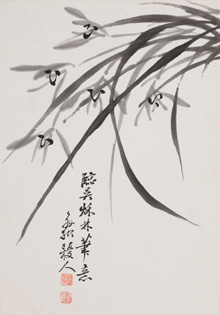
“倒垂蘭圖”（1907）
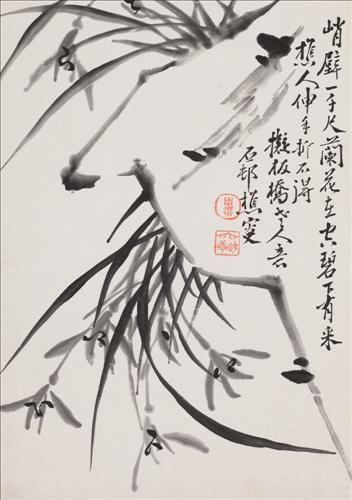
“石蘭”
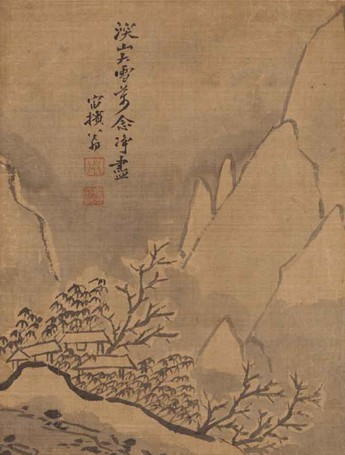
“雪景”
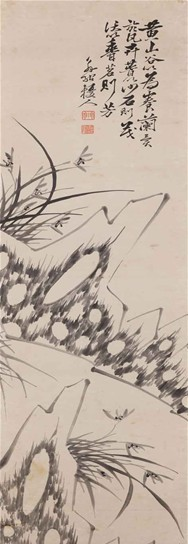
“石蘭 黃山曲”
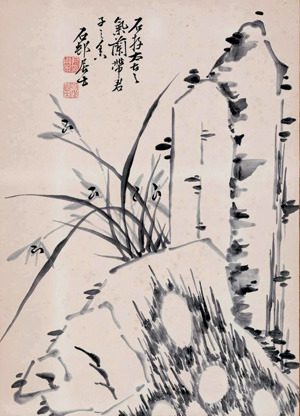
“石蘭 太古之氣”

## 外部連結
- 조선 마지막 공주 ‘덕온’ 숨결이… （页面存档备份，存于） 문화일보
- 尹用求 （页面存档备份，存于） 
- 尹用求 
- 尹用求[永久] 
- 尹用求遗物 - 首尔文化财产[永久]